# Klaviertrio

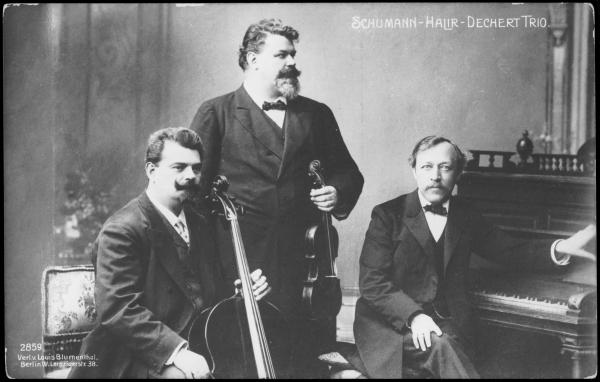
Klaviertrio Schumann, Halir und Dechert

Klaviertrio bezeichnet eine  Gattung und ein Ensemble der Kammermusik. Neben der gebräuchlichsten Besetzung aus Klavier, Violine und Violoncello sind noch recht häufig jene mit Klarinette, Violoncello und Klavier oder Klarinette, Viola und Klavier anzutreffen, die dann Klarinettentrio genannt werden.
Das Flöten-Trio (Flöte, Violoncello und Klavier) ist eine weitere Variante (z. B. Flötentrio op. 63 von Carl Maria von Weber). Darüber hinaus gibt es noch viele andere Formationen von Trios mit Klavier, für die aber nur wenig Literatur geschrieben wurde. Auch im Jazz gibt es Klaviertrios; meist mit (gezupftem) Kontrabass und Schlagzeug, seltener mit Gitarre und Kontrabass. Um von der Klassik klar abzugrenzen, wird diese Art des Trios meistens nicht als Klaviertrio, sondern „Jazztrio“ bezeichnet.
Bekannt sind viele Klaviertrios (in der Besetzung aus Klavier, Violine und Violoncello) der Wiener Klassik und der  Romantik. Ludwig van Beethoven hinterließ mehrere Variationenwerke für Klaviertrio. Selten wird das Klaviertrio auch als Solisten mit Orchester eingesetzt, zuerst von Ludwig van Beethoven in seinem Tripelkonzert.

## Werke

### Klaviertrios

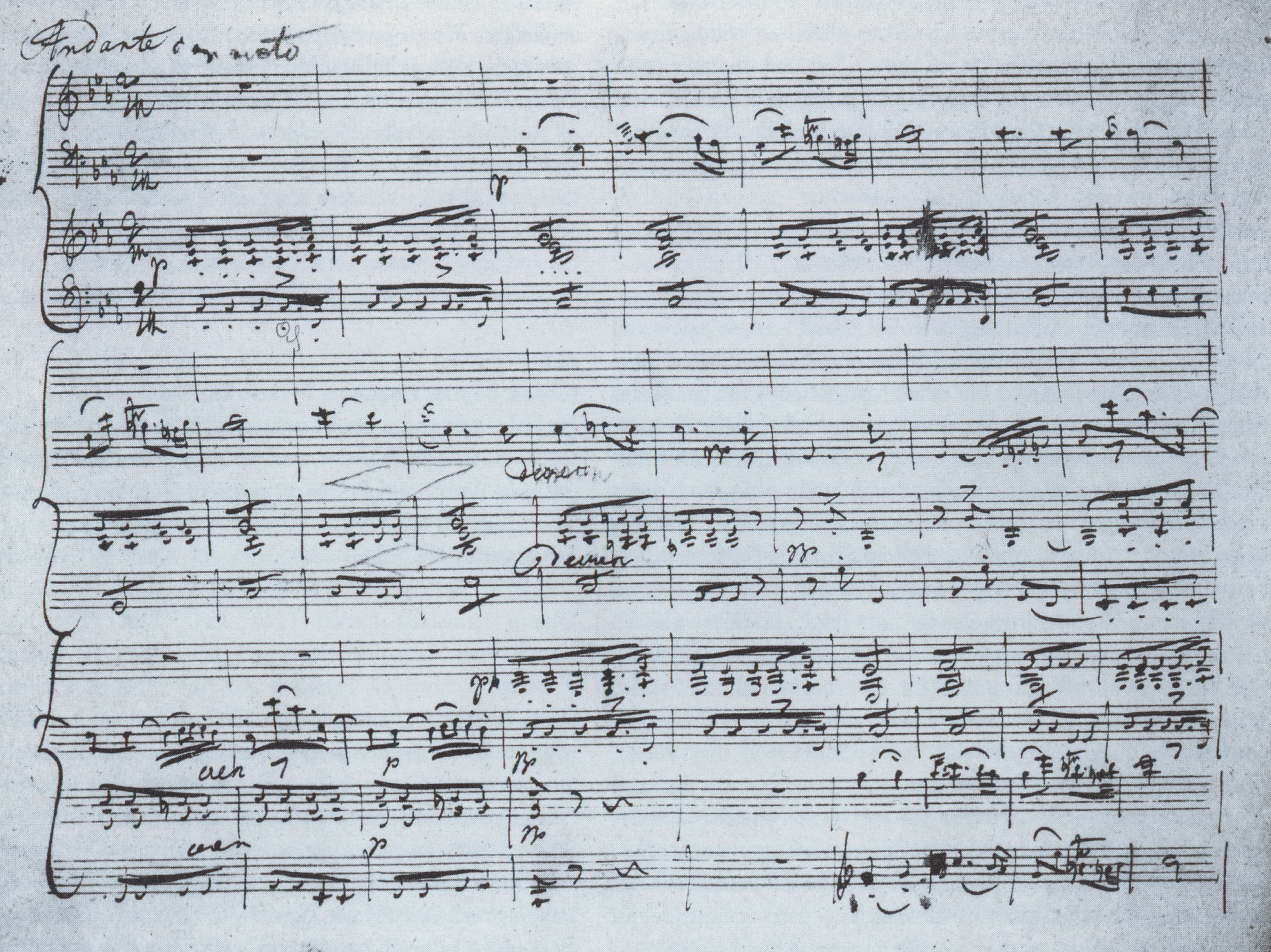
Klaviertrio Nr. 2 (Schubert)

Klavier, Violine und Violoncello. In alphabetischer Reihenfolge der Komponisten.
- Anton Arenski: Klaviertrio Nr. 1, d-Moll, op. 32
- Carl Philipp Emanuel Bach: Triosonaten und „Klaviertrios“
- Ludwig van Beethoven

1. op. 1,1, Es-Dur
2. op. 1,2, G-Dur
3. op. 1,3, c-Moll
4. op. 11, B-Dur „Gassenhauer-Trio“
5. op. 38, Es-Dur
6. op. 70,1, D-Dur „Geistertrio“
7. op. 70,2, Es-Dur
8. op. 97, B-Dur „Erzherzog-Trio“

- Franz Berwald: Fünf Klaviertrios
- Johannes Brahms

1. Nr. 1, H-Dur, op. 8
2. Nr. 2, C-Dur, op. 87
3. Nr. 3, c-Moll, op. 101

- Ernest Chausson: g-Moll, op. 3
- Frédéric Chopin: g-Moll, op. 8
- Muzio Clementi

1. op. 28, 1–3
2. op. 32, 1–3

- Claude Debussy: G-Dur (1880, 1989 wiederentdeckt)
- Antonín Dvořák: Sechs Klaviertrios

1. B-Dur, op. 21
2. g-Moll, op. 26
3. f-Moll, op. 65
4. e-Moll, op. 90 (Dumky)

- Ivan Eröd: Zwei Klaviertrios

1. Trio op. 21 (1976)
2. Trio op. 42 (1982)

- Gabriel Fauré: d-Moll, op. 120
- Morton Feldman: Trio (1980)
- César Franck
  1. Nr. 1, Trio concertant, fis-Moll, op. 1,1
  2. Nr. 2, Trio de salon, B-Dur, op. 1,2
  3. Nr. 3, h-Moll, op. 1,3
  4. Nr. 4, h-Moll, op. 2 (ursprünglich Schlusssatz des 3. Trios)
- Alexander Goehr: op. 20 (1966)
- Joseph Haydn, siehe Liste der kammermusikalischen Werke Haydns#Trios für Klavier, Violine und Violoncello
- Fanny Hensel: d-Moll, op. 11
- Johann Nepomuk Hummel

1. Es-Dur, op. 12
2. F-Dur, op. 22
3. G-Dur, op. 35
4. G-Dur, op. 65
5. E-Dur, op. 83
6. Es-Dur, op. 93
7. Es-Dur, op. 96

- Charles Ives (1904/05; 1911)
- Édouard Lalo: c-Moll, h-Moll, a-Moll
- Gian Francesco Malipiero: Sonata a 3 (1927)
- Frank Martin: Trio sur des mélodies populaires irlandaises (1925)
- Bohuslav Martinů
- Felix Mendelssohn Bartholdy

1. d-Moll, op. 49
2. c-Moll, op. 66

- Wolfgang Amadeus Mozart

1. Sonate B-Dur, KV 10
2. Sonate G-Dur, KV 11
3. Sonate A-Dur, KV 12
4. Sonate F-Dur, KV 13
5. Sonate C-Dur, KV 14
6. Sonate B-Dur, KV 15
7. Divertimento, B-Dur, KV 254
8. Trio G-Dur, KV 496
9. Trio B-Dur, KV 502
10. Trio E-Dur, KV 542
11. Trio C-Dur, KV 548
12. Trio G-Dur, KV 564

- Andrzej Panufnik: Klaviertrio (1934)
- Hans Pfitzner: F-Dur, op. 8
- Sergei Wassiljewitsch Rachmaninow:

1. Trio Elégiaque g-moll
2. Trio Elégiaque d-moll, op. 9

- Maurice Ravel: Klaviertrio (1914)
- Max Reger:

1. h-Moll, op. 2
2. e-Moll, op. 102

- Joseph Rheinberger

1. op. 34[2]
2. op. 112[3]
3. op. 121[2]

- Wolfgang Rihm: Fremde Szenen I–III. „Versuche über Klaviertrio, erste Folge.“
- Dmitri Dmitrijewitsch Schostakowitsch

1. C-Dur, op. 8 (1923)
2. e-Moll, op. 67 (1944)

- Franz Schubert

1. Triosatz („Notturno“), Es-Dur, D 897
2. B-Dur, D 898
3. Es-Dur, D 929

- Georg Schumann

1. F-Dur, op. 25
2. F-Dur, op. 62

- Clara Schumann: Klaviertrio g-moll, op. 17
- Robert Schumann

1. d-Moll, op. 63
2. F-Dur, op. 80
3. g-Moll, op. 110

- Bedřich Smetana: g-Moll, op. 15
- Louis Spohr

1. e-Moll, op. 119 (1841)
2. F-Dur, op. 123 (1842)
3. a-Moll, op. 124 (1842)
4. B-Dur, op. 133 (1846)
5. g-Moll, op. 142 (1849)

- Richard Strauss

1. A-Dur (AV 37)
2. D-Dur (AV 53)

- Sergei Iwanowitsch Tanejew: D-Dur, op. 22
- Pjotr Iljitsch Tschaikowski: a-Moll, op. 50 (1882)
- Joaquín Turina (1926, 1933, 1942)
- Bernd Alois Zimmermann: Présence (1961)

### Klarinettentrios

#### Mit Klavier und Violoncello
- Ludwig van Beethoven: B-Dur, op. 11
- Johannes Brahms: a-Moll, op. 114
- Alexander von Zemlinsky: d-Moll, op. 3

#### Mit Klavier und Viola
- Wolfgang Amadeus Mozart: Kegelstatt-Trio Es-Dur, KV 498
- Max Bruch: Acht Stücke für Klarinette, Viola und Klavier, op. 83
- Charles Ives: Largo (1902)

## Klaviertrioensembles (Auswahl)
- Abegg Trio
- Altenberg Trio Wien
- Atos Trio
- Beaux Arts Trio
- Beethoven-Trio (Ravensburg)
- elole-Klaviertrio
- Gelius Trio
- Göbel-Trio (1972)
- Hansen-Trio
- Haydn-Trio Wien
- Kalichstein-Laredo-Robinson Trio
- Klaviertrio Würzburg
- Morgenstern Trio
- Münchner Klaviertrio (1982)
- Odeon Trio
- Schweizer Klaviertrio (1998)
- Stuttgarter Klaviertrio (1969)
- Tecchler Trio (2003–2011)
- Trio Adorno (2003)
- Trio con brio Copenhagen
- Trio Fontenay
- Trio Jean Paul
- Trio Opus 8
- Trio Parnassus
- Trio Vivente
- Trio Wanderer
- Wiener Klaviertrio

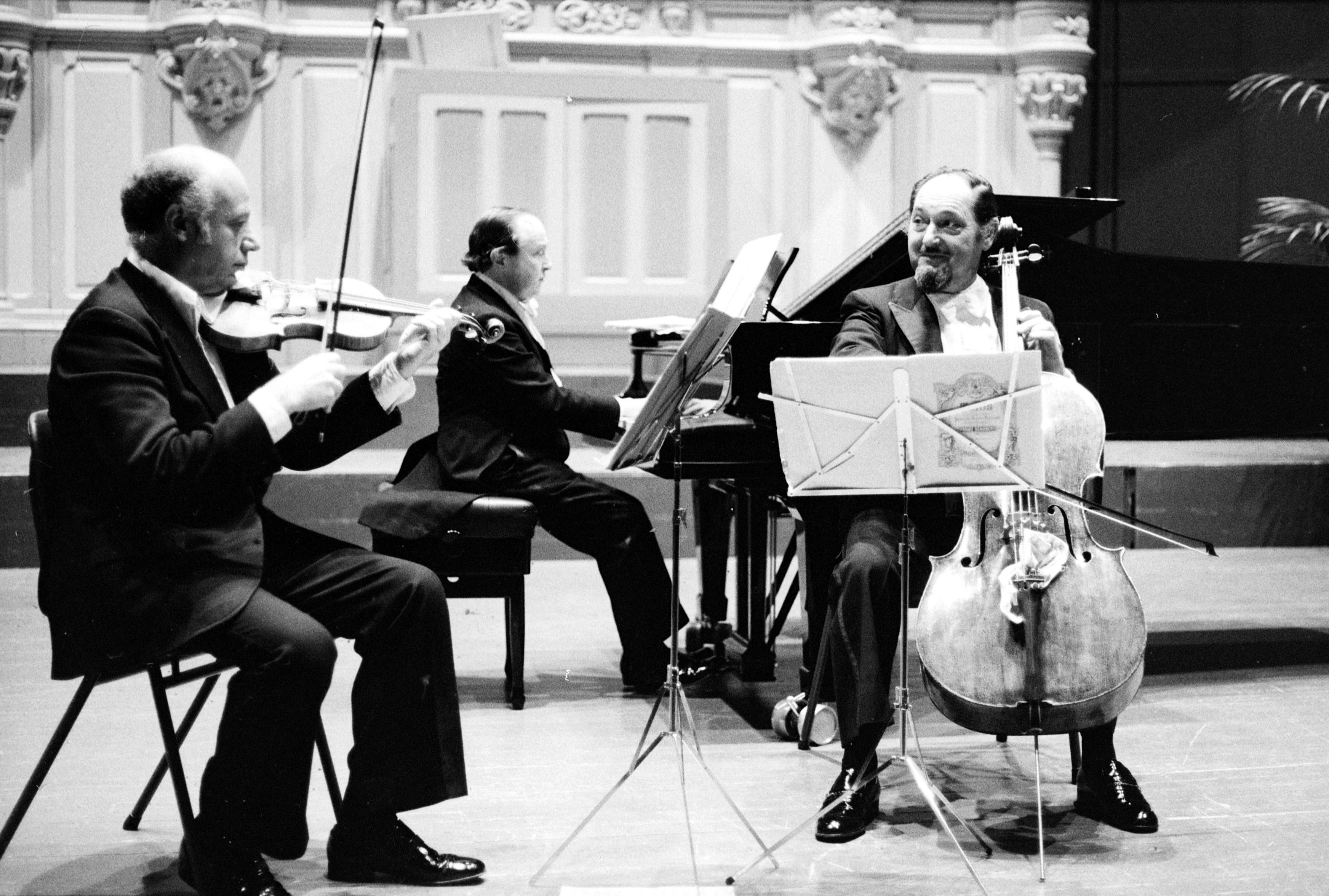
Das Beaux Arts Trio gilt als eines der bedeutendsten des 20. Jahrhunderts (1978).

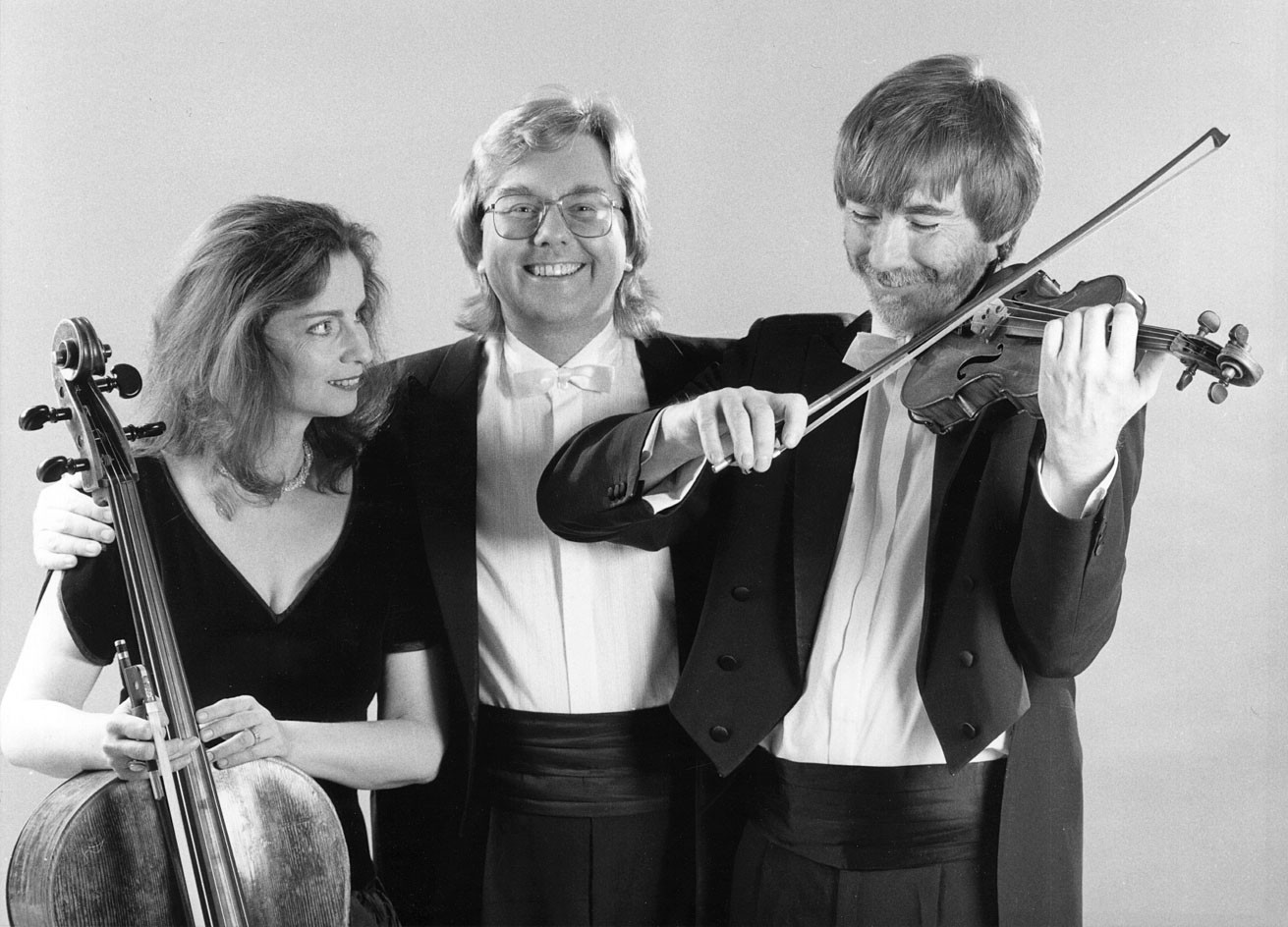
Abegg Trio (1990)

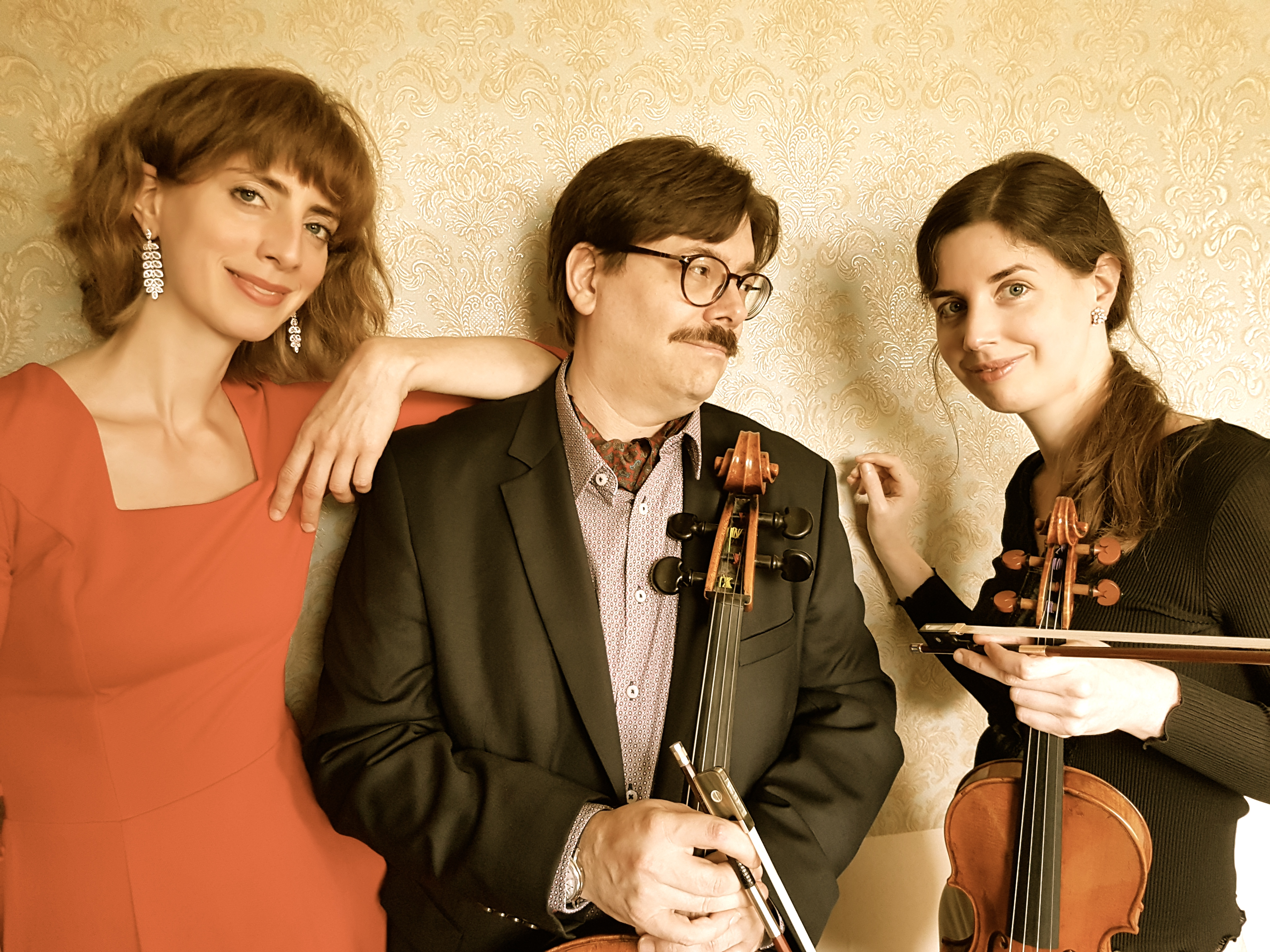
Klaviertrio Würzburg (2017)

- Pablo Casals, Alfred Cortot und Jacques Thibaud
- Rudolf Serkin, Adolf Busch und Hermann Busch
- Eugene Istomin, Isaac Stern und Leonard Rose

## Jazztrioensembles
- verschiedene um Bill Evans
- Keith Jarrett, Charlie Haden und Paul Motian
- verschiedene um Brad Mehldau